# Trichonta clavigera
Trichonta clavigera är en tvåvingeart som beskrevs av Lundstrom 1913. Trichonta clavigera ingår i släktet Trichonta och familjen svampmyggor. Arten är reproducerande i Sverige. Inga underarter finns listade i Catalogue of Life.